# Гільдія головних редакторів (керівників) засобів масової інформації України
Гі́льдія головних редакторів (керівників) засобів масової інформації України — некомерційне об'єднання, що діє за принципами добровільності, рівноправності членів, самокерованості й об'єднує головних редакторів (керівників) засобів масової інформації.
Мета об'єднання — зміцнення професійної солідарності в захисті прав журналістських колективів і розв'язання соціальних проблем, вироблення позицій в оцінці подій і явищ, що безпосередньо стосуються працівників ЗМІ України, поширення досвіду творчої, комерційної та підприємницької діяльності журналістських колективів.
Організація, створена 1995 року, найбільш активно діяла до 2006-го, коли Гільдію очолював один з її фундаторів і перших керівників Володимир Боденчук.